# Cornufer desticans
Espèce
Synonymes
- Platymantis desticans Brown & Richards, 2008

Cornufer desticans est une espèce d'amphibiens de la famille des Ceratobatrachidae.

## Répartition
Cette espèce est endémique des Salomon. Elle se rencontre au niveau de la mer sur les îles Barora Fa au nord de Santa Isabel et à Choiseul.

## Description
Les mâles mesurent de 36,9 à 38,0 mm.

## Publication originale
- Brown & Richards, 2008 : Two new frogs of the genus Platymantis (Anura: Ceratobatrachidae) from the Isabel Island group, Solomon Islands. Zootaxa, no 1888, p. 47-68.